# Імір (міфологія)
Імір, Брімір або Аургельмір (давн.-скандин. Ymir, Aurgelmir) — в германо-скандинавській міфології перша жива істота, інеїстий велетень, з якого створений був світ. Імір згадується у Старшій та Молодшій Едді як прабатько усього живого.

## Народження Іміра та його рід
Першою живою істотою був велетень Імір, який вийшов з глибин темряви та холоду, царства льодовиків та снігу. Поряд з ним з'явилися й його діти — хлопчик та дівчинка народжені з-під його руки, а з-під ніг постав велетень Трудгельмір.

Також у них була корова Аудумла, яка молоком годувала Іміра то його дітей. В країні не було нічого окрім льоду та снігів, не було пасовищ з травою, тому корова Аудумла лизала солоний лід, з якого з часом постав ще один золотоволосий велетень Бурі. Про рід турсів йдеться далі:
Від Відольва рід свій
все вельви ведуть,
від Вільмейда рід
ведуть всі провидці,
а всі чарівники — 
від Чорної Голови,
а велетні
від Іміра кореня.
Також про нього згадує велетень Вафтруднір:
Звідки між Турсів
Аургельмір з'явився,
перший їх предок?
Він взяв собі за жінку велетку і дав життя своїм синам, роду майбутніх богів: Одіну, Віллі і Ве.
Велетні називали себе йотунами, а світ, у якому вони жили — Йотунгеймом. У Йотунгеймі було так холодно, що від подиху падали на землю бурульки та сніг.

## Вбивство Іміра

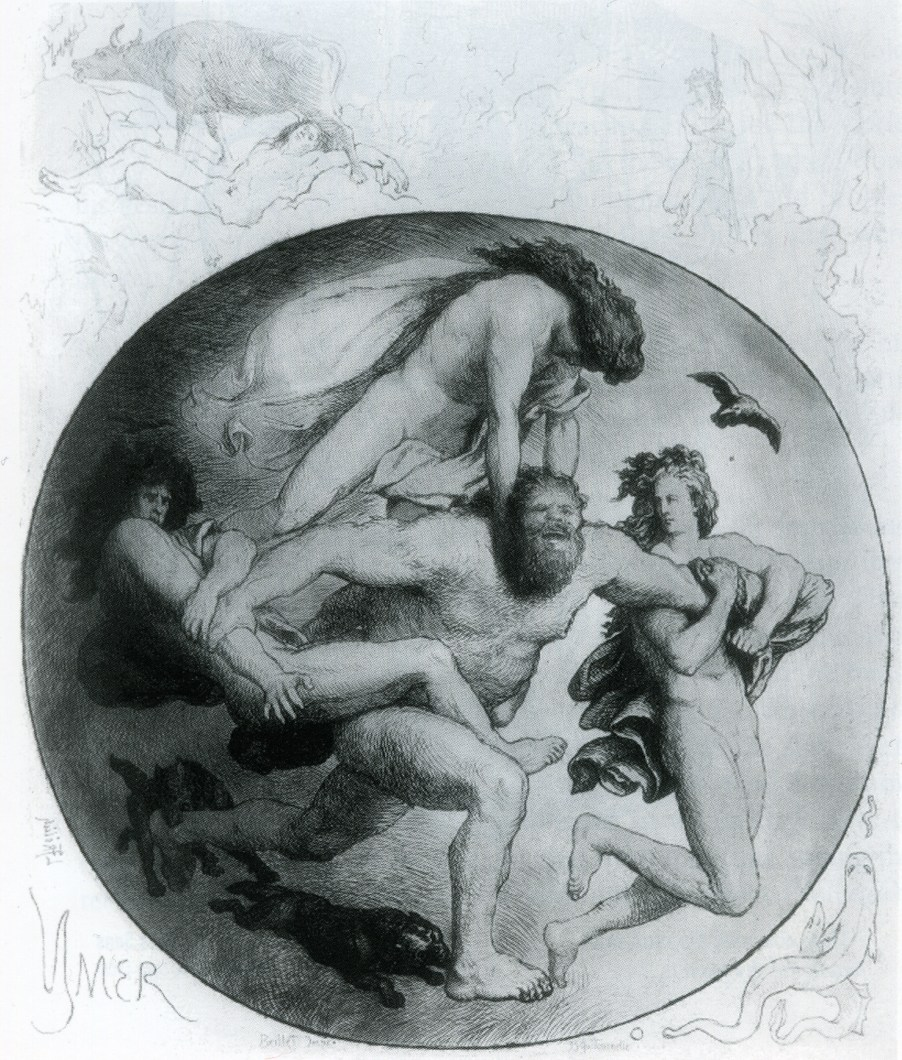
Вбивство Іміра

Та не всі велетні були лихими, добрі сини Бурі вирішили повстати проти зла, яке творив Імір та вбили його та інших. Про вбивство Іміра йдеться далі:
За безліч зим

до створення землі

був Бергельмір турс;

в труну його

при мені поклали,

ось, що перше пам'ятаю.
Так настав новий час — час нових всевладних богів.

## Створення Землі
З тіла Іміра боги зробили землю, його волосся пустило коріння глибоко під землю та зазеленіло листям, утворивши густі ліси, руки та ноги велетенської істоти стали горами. З повік прабатька боги зробили фортецю — Мідгард.
36Іміра плоть
стала землею,
кров його — морем,
кістки — горами,
череп став небом,
а волосся — лісом.
З повік його Мідгард 
людям було створено
богами благими;
з мозку його
створені були
темні хмари"
З ран Іміра витекло стільки крові, що в ній потонули всі велетні. Врятувався лише на ковчезі з дітьми і дружиною велетень Бергельмір («Реве як ведмідь»), син Трудгельмір і онук Іміра. Від нього-то і його безіменної дружини і народилося нове плем'я «інеїстих велетнів» (Йотуни). Війна богів та велетнів все ж продовжувалась. Йотуни прагнули помститися богам за смерть Іміра та інших братів. Землю струшували землетруси, жерла вулканів вибухали розжареною лавою, в океанських безоднях морські чудовиська насилали шторм, велетні обрушували обвали снігу на півночі, хуртовини окутували все на своєму шляху.

Карлики зародились в тілі Іміра, були вони червяками у його плоті .Про це згадується в «Пророцтвах вьольви»:
9 Зійшлися владики
на долі престоли,
священні всі боги,
і радились разом,
хто має двергів
народ створити
з Бріміра крові (прим.:море)
та Блаïна кості.

## Символічне значення
У північній міфології вбивство Іміра — перше вбивство, яке сталося в Ойкумені. З одного боку — це злочин підступних братів-асів, з іншого боку — перший крок до прогресу — створення світу.
У скандинавській міфології нерідко згадуються випадки, коли тролі і йотуни згодом перетворювалися в скелі, гори, пагорби, стаючи частиною природного ландшафту. Витоки таких уявлень, безсумнівно, лежать в міфі про створення з тіла убитого Іміра навколишнього світу.
Легенди про Іміра споріднені грецькими орфічними легендами про походження світу з тіла Діоніса і індуїстським міфам про походження світу з тіла Пуруші (Ріг-веда). Деякі дослідники вважають, що ім'я Імір близьке індуїстському Ямі — першій померлій істоті, який править підземним світом і судить душі померлих.